# Uzbek Tigers
Uzbek Tigers (узб: O`zbek yo`lbarslari) — узбекская любительская и полупрофессиональная боксерская команда, которая выступала во Всемирной серии бокса WSB с сезона с 2016 по 2018 год. В первом дебютном сезоне 2016 года «Uzbek Tigers» завоевали бронзовую медаль турнира WSB. За команду боролись призёры Олимпийских игр и чемпионата мира AIBA, такие как Хасанбой Дусматов, Фазлиддин Гоибназаров, Баходир Джалолов, Шахрам Гиесов, Муроджон Ахмадалиев и многие другие.

## История
Команда «Uzbek Tigers» была основана при Федерации бокса Узбекистана и Национальном олимпийском комитете Узбекистана в 2015 году и с VI сезона начала выступать в боксерской серии World Series of Boxing. Участникам было разрешено сохранить право на участие в Олимпийских играх и чемпионате мира по версии AIBA. Команде был присвоен статус Национальной сборной Республики Узбекистан по профессиональному боксу.

## Весовые категории и список боксёров
- Легкий вес (46-49 кг) Хасанбой Дусматов, Мироншох Ибрагимов, Худойназар Файзов

- Максимальный вес (-52 кг) Латипов Жасурбек, Нодир Мирзахмедов,

- Легчайший вес (-56 кг) Абдулхай Шарахматова, Муроджон Ахмадалиев, Улугбек Дусмурадов, Шахобиддин Зоиров

- Легкий вес (-60 кг) Эльнур Абдураимов, Алиер Норалиев, Шункор Абдурасулов

- Легкий полусредний вес (-64 кг) Фазлиддин Гоибназаров, Икболжон Холдоров, Фазлиддин Мелибоев,

- Полусредний вес (-69 кг) Шахрам Гиясов, Рустам Тулаганов, Махмуд Гаипов, Турдиев Достонбек, Дилшод Махмудов, Одилжон Аслонов

- Средний вес (-75 кг) Исраил Мадримов, Улугбек Хакбердиев, Норматов Хуршидбек,

- Полутяжелый вес (-81 кг) Шухрат Абдуллаев, Зухриддин Махкамов, Бектемир Меликузиев, Мадияр Саидрахимов,

- Супертяжелый вес (-91 кг) Санжар Турсунов, Мирзобек Хасанов, Махмуд Зухриддин,

- Супертяжелый вес (91+ кг) Баходир Джалолов, Сардор Абдуллаев , Улугбек Мубинов,

## Сезон 2016
В любительском боксе Всемирная серия бокса (WSB) проводится уже шестой год. WSB — это уникальная концепция в виде первой в мире боксерской лиги, объединяющей страны на основе франшизы для соревнований в 10 весовых категориях — лучшие боксеры-любители соревнуются в соревнованиях мирового профессионального формата. Все боксеры WSB сохраняют за собой право представлять свои страны на Олимпийских играх. Как и в профессиональном боксе, каждый бой определяется по системе подсчета очков тремя судьями, а в некоторых случаях — нокаутом, техническим нокаутом или отказом от участия. В этом году 16 команд разделены на четыре группы. Узбекская команда «Uzbek Tigers» впервые в истории этого турнира приняла участие в VI сезоне Всемирной серии бокса (WSB), который стартовал 16 января 2016 года.
| Week | Date       | Fixture                | Score | Place                       |
| ---- | ---------- | ---------------------- | ----- | --------------------------- |
| 1    | 23.01.2016 | Puerto Rico Hurricanes | 5/0   | Сан-Хуан, Пуэрто-Рико       |
| 2    | 05.02.2016 | Baku Fires             | 3/2   | Баку, Азербайджан           |
| 3    | 26.02.2016 | Puerto Rico Hurricanes | 5/0   | Ташкент, Узбекистан         |
| 4    | 27.02.2016 | Astana Arlans          | 4/1   | Ташкент, Узбекистан         |
| 5    | 19.03.2016 | Baku Fires             | 5/0   | Ташкент, Узбекистан         |
| 6    | 02.04.2016 | Astana Arlans          | 1/4   | Усть-Каменогорск, Казахстан |
| 7    | 22.04.2016 | Russian Boxing Team    | 3/2   | Ульяновск, Россия           |
| 8    | 23.04.2016 | Russian Boxing Team    | 3/2   | Ульяновск, Россия           |
| 9    | 05.05.2016 | Cuba Domadores         | 0/5   | Гавана, Куба                |
| 10   | 06.05.2016 | Cuba Domadores         | 0/5   | Гавана, Куба                |

## Сезон 2017
30 ноября 2016 года в Женеве, Швейцария, состоялась жеребьевка 7-го сезона Всемирной серии бокса. В VII сезоне 12 команд разделены на три географические зоны: Америку, Европу/Африку и Азию. Узбекская команда «Узбекские тигры» попала в группу «С» вместе с командами «Китайские драконы», «Сборная России по боксу» и «Астана Арланс Казахстан».
| Week | Date       | Fixture             | Score | Place                  |
| ---- | ---------- | ------------------- | ----- | ---------------------- |
| 1    | 04.02.2017 | China Dragons       | 3/2   | Санья, Китай           |
| 2    | 18.02.2017 | Astana Arlans       | 4/1   | Талдыкорган, Казахстан |
| 3    | 04.03.2017 | Patriot Boxing Team | 5/0   | Ташкент, Узбекистан    |
| 4    | 18.03.2017 | China Dragons       | 5/0   | Ташкент, Узбекистан    |
| 5    | 01.04.2017 | Astana Arlans       | 4/1   | Tashkent, Uzbekistan   |
| 6    | 21.04.2017 | Patriot Boxing Team | 2/3   | Пермь, Россия          |
| 7    | 13.05.2017 | Cuba Domadores      | 3/2   | Самарканд, Узбекистан  |
| 8    | 19.05.2017 | Cuba Domadores      | 1/4   | Гавана, Куба           |

## Сезон 2018
Мировая серия бокса (WSB) завершает свой восьмой сезон. VIII сезон Всемирной серии бокса стартовал в феврале 2018 года. Узбекская команда «Uzbek Tigers» попала в американскую группу вместе с командами «Cuba Domadores», «Columbian Heroicos», «Caciques de Venezuela». В VIII сезоне 12 команд разделены на три географические зоны: Америку, Европу и Азию. Групповые предварительные матчи пройдут с февраля по апрель 2018 года.
| Week | Date       | Fixture               | Score | Place               |
| ---- | ---------- | --------------------- | ----- | ------------------- |
| 1    | 10.02.2018 | Cuba Domadores        | 0/5   | Гавана, Куба        |
| 2    | 27.02.2018 | Cuba Domadores        | 4/1   | Ташкент, Узбекистан |
| 3    | 01.03.2018 | Heroicos de Colombia  | 4/1   | Ташкент, Узбекистан |
| 4    | 23.03.2018 | Heroicos de Colombia  | 5/0   | Соледад, Колумбия   |
| 5    | 06.04.2018 | Caciques de Venezuela | 4/1   | Термез, Узбекистан  |
| 6    | 07.04.2018 | Caciques de Venezuela | 5/0   | Термез, Узбекистан  |

## Руководство
- Генеральный директор — Шерзод Ташходжаев
- Генеральный директор — Бобур Акбаров
- Генеральный менеджер — Тамила Сарыханова
- Менеджер по международным связям — Тамила Сарыханова
- Спортивный директор — Рыгебаев Рустам Рефхатович с 2014 г. по н.в.
- Старший тренер — Тулкин Киличев
- Старший тренер — Рахматжон Рузиохунов
- Страший тренер — Равшан Хайдаров

## Награды
Бронзовый призёр чемпионата 2016 сезона.